# Harmônica
Em acústica e telecomunicações, uma harmônica (português brasileiro) ou harmónica (português europeu) de uma onda é uma frequência específica de vibração que tem a propriedade de causar o fenômeno de ressonância. A tais frequências é dada a denominação frequências de ressonância. Por definição, a frequência que causa a primeira ressonância de uma onda é chamada de frequência fundamental, e dela provêm os demais harmônicos.
Os harmônicos têm uma forte aplicação na música, pois eles definem as frequências do som (uma onda mecânica longitudinal) audível que correspondem às notas da escala musical (mais precisamente, às notas do que chamamos série harmônica). Partindo-se da frequência fundamental, é possível obter {\textstyle n} frequências, cada uma delas correspondente à frequência de determinada nota musical da série. Por esse motivo, o conjunto de todos os modos de oscilação possíveis é chamado de série harmônica.

## Definição e contextualização
As duas principais circunstâncias em que os harmônicos são visualizados mais facilmente são no comportamento de cordas vibrantes e de ondas em tubos sonoros. Isso se dá pelo fato de, em casos com esses, a onda encontrar-se limitada a um espaço fixo, o que provoca reflexões e interferências. Esse é o princípio das ondas estacionárias, correspondentes ao estudo dos harmônicos, formadas por interferência de ondas que se propagam em sentidos opostos.

Tomando como exemplo uma corda de determinado comprimento e presa nas duas extremidades, pode-se facilmente observar o comportamento estacionário da onda ao provocar uma instabilidade na corda. A onda criada propaga-se pela corda até atingir as extremidades, e então, é refletida, provocando interferência com ela própria. Dessa maneira, é possível ter a configuração de onda estacionária dada pela imagem.

Esquema do comportamento de uma onda estacionária (preta). As duas ondas que a formam (azul e vermelha) interferem entre si e formam a onda resultante. Pelo fato das extremidades fixas, as ondas (azul e vermelha) são reflexões da mesma onda. Ao interferirem entre si, formam a onda estacionária (preta). Os pontos vermelhos representam os nós (ou nodos) da onda resultante.

Para o campo dos harmônicos, a onda estacionária também é chamada de modo de oscilação. O fato é que tais modos de oscilação só são formados quando a onda tem determinadas frequências e, nesse caso, ao formar-se a onda estacionária, é dito que a onda sofreu ressonância. Apenas frequências específicas, chamadas frequências de ressonância, fazem com que a onda estacionária seja formada e, consequentemente, haja ressonância. Caso a frequência seja diferente, a interferência das ondas refletidas não será tal a formar a onda estacionária, mas sim pequenas (muitas vezes, imperceptíveis) vibrações aleatórias no meio de propagação.
Esse princípio é facilmente observável em cordas vibrantes com as duas extremidades fixas. Em tubos sonoros, entretanto, pode haver uma ou duas extremidades abertas. Porém, a onda continua sendo refletida na extremidade do tubo, mesmo que não de forma completa. E, da mesma forma, ao interferir com a outra onda, o som resultante pode entrar em ressonância ao se formar uma onda estacionária, apenas em determinadas frequências.

### Denominação
A série harmônica ou espectro de ressonância, {\textstyle f_{n}}, é o conjunto de todas as frequências de ressonância {\textstyle f_{1},f_{2},f_{3},\ ...\ ,f_{n}} das ondas que, ao interferirem após uma reflexão, sofrem ressonância. No campo da música, a série harmônica também corresponde às frequências, porém inclui sua relação com as notas musicais em diferentes alturas da extensão do som.
O número harmônico, {\textstyle n}, é o índice de determinada frequência. É conveniente dizer que {\textstyle n} é o número referente ao enésimo harmônico. Assim, {\textstyle n=1} refere-se ao primeiro harmônico, {\textstyle n=2} refere-se ao segundo harmônico, e assim por diante.
A frequência fundamental é dada por {\textstyle f_{1}}, a frequência de ressonância do primeiro harmônico (ou, simplesmente, primeiro harmônico). Na música, uma das frequências fundamentais é dada por {\textstyle F=110Hz}, cujo som corresponde ao Lá1, a décima quinta tecla branca do piano moderno. As demais frequências são dadas por múltiplos inteiros dessa frequência: 220 Hz, 330 Hz, 440 Hz e assim por diante. Essas frequências formam a série harmônica musical e guardam interessantes propriedades intervalares entre si, campo de estudo da teoria harmônica. Não existe apenas uma série harmônica na música: qualquer série pode ser formada partindo de uma frequência fundamental (ou som gerador).

### Nós e antinós
Para o estudo dos harmônicos, é importante ressaltar que os nós (ou nodos) de uma onda são pontos onde o deslocamento transversal é nulo. Os antinós (ou antinodos) são pontos de deslocamento transversal máximo. Ao analisar as extremidades de uma onda estacionária, verifica-se que, se a extremidade é fixa, nela, a onda apresenta um nó; se a extremidade é livre, nela, a onda apresenta um antinó.
Essa abordagem será útil na concepção dos diferentes casos de harmônicos, explicitada a seguir.

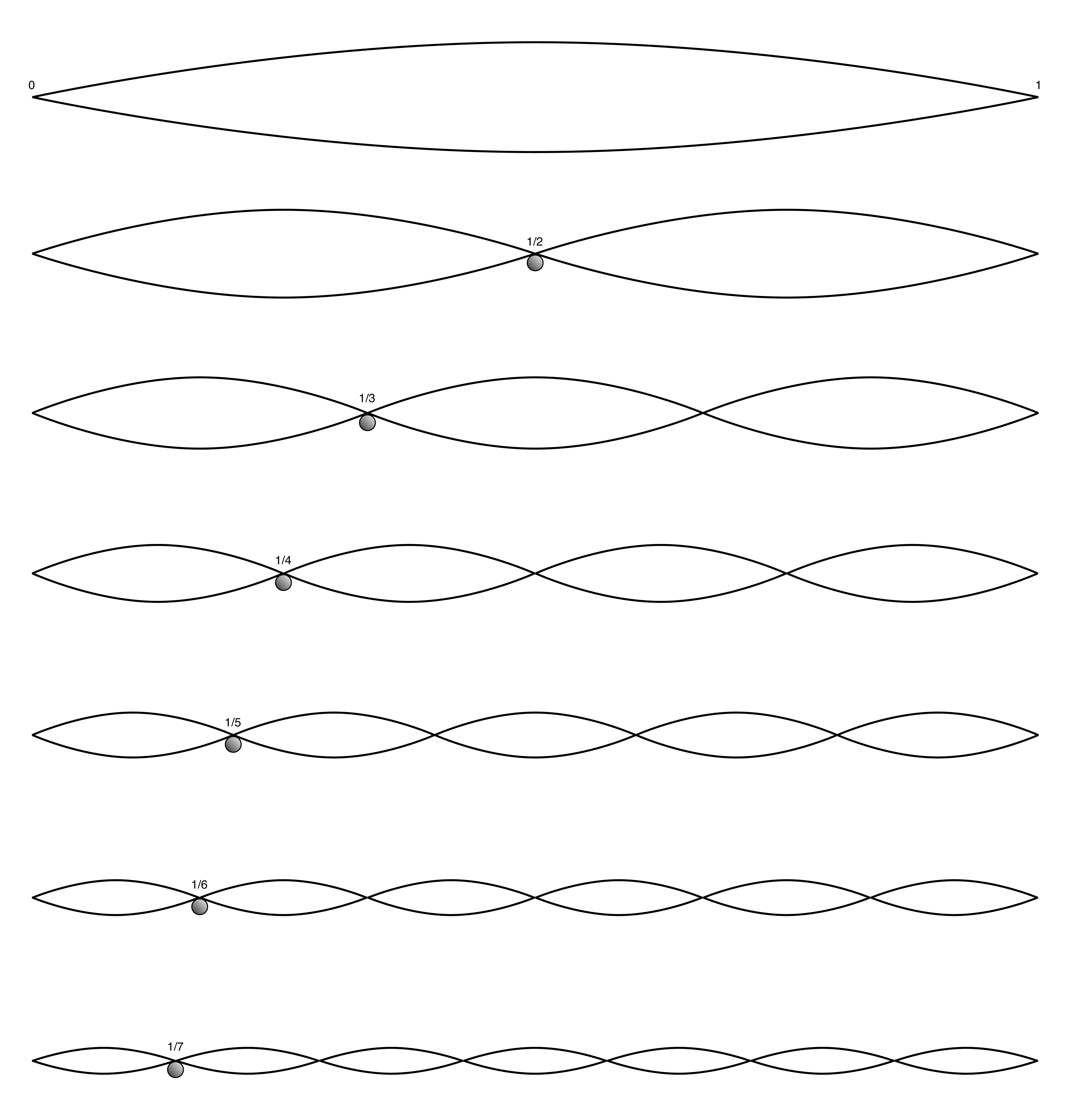
Comportamento das ondas estacionárias com extremidades fixas. A distância entre dois nós consecutivos vai sendo diminuída a cada harmônico, na proporção.

## Equações
Como os harmônicos estão relacionados às ondas estacionárias, que dependem da interferência de ondas refletidas nas extremidades, é possível verificar três casos particulares de seu comportamento:
- Em ondas com duas extremidades fixas;
- Em ondas com duas extremidades livres;
- Em ondas com apenas uma das extremidades fixas.

A primeira situação é mais comumente verificada em cordas vibrantes, e as duas últimas, em tubos sonoros. Entretanto, a análise das grandezas da onda é feita da mesma forma para os três casos. Os resultados abaixo são conhecidos como condição para onda estacionária, pois as equações seguintes são aplicáveis a casos tais que a onda é estacionária, e ocorre ressonância.

### Duas extremidades fixas
Nesse caso, vamos supor que a onda, senoidal, está se propagando numa corda esticada que está presa nas duas extremidades. A corda tem comprimento {\textstyle L}. Pelo fato de as extremidades estarem fixas, elas não podem oscilar, o que implica que, nas extremidades, estão nós da onda.
A mais simples configuração possível nessa condição é ter um antinó no centro da corda. Como o comprimento de onda {\textstyle \lambda } é a distância entre duas cristas ou dois vales consecutivos, é notável que, para essa configuração, {\textstyle L={\frac {\lambda }{2}}\quad \Rightarrow \quad \lambda =2L}.

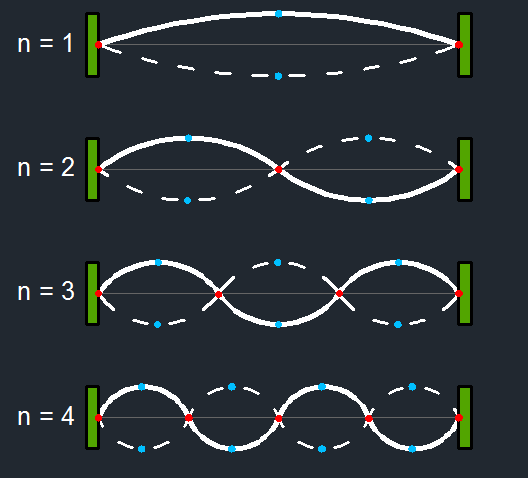
Comportamento de ondas estacionárias com duas extremidades fixas. Em vermelho, os nós; em azul, os antinós. A figura apresenta os quatro primeiro harmônicos. Observe que:

Ampliando a abordagem, se a onda tiver dois antinós entre as extremidades, teremos uma oscilação completa no comprimento da corda. Nessa configuração, tem-se {\textstyle L=\lambda \quad \Rightarrow \quad \lambda =L={\frac {2L}{2}}}. Verificando o comportamento da onda com três antinós, é visível uma oscilação completa e meia oscilação entre as duas extremidades, o que fornece {\textstyle L={\frac {3\lambda }{2}}\quad \Rightarrow \quad \lambda ={\frac {2L}{3}}}
Se continuarmos com o processo, a onda apresentará cada vez mais antinós entre as extremidades, e o comprimento de onda {\textstyle \lambda } ficará cada vez menor. Analisando os resultados, fica claro que, se a onda tem duas extremidades fixas,
{\displaystyle \lambda ={\frac {2L}{n}},\qquad n=1,2,3,4,5,...}
Relacionado essa equação com {\displaystyle v=\lambda f}, obtém-se que:
{\displaystyle {\frac {v}{f}}={\frac {2L}{n}}}

Animação representando o comportamento de uma onda se propagando entre duas extremidades fixas, em cada linha é apresentado uma harmônico diferente. É possível comparar as duas colunas, na direita há a ênfase no comportamento entre os nós e na coluna da esquerda vê-se a modificação total do modo de vibração em função da frequência do harmônico.

{\textstyle f={\cfrac {nv}{2L}}=n\left({\cfrac {v}{2L}}\right)=f_{n},\qquad n=1,2,3,4,5,...} (frequências de ressonância, duas extremidades fixas)
Sendo {\textstyle f_{n}} a frequência de ressonância para determinado {\textstyle n}. Toda a análise acima foi feita a partir de observações de ondas estacionárias. Isso implica que a onda está sofrendo ressonância em tais configurações e, portanto, a frequência dada será uma frequência de ressonância. Observa-se que a menor frequência possível para um determinado comprimento {\textstyle L} é dada quando {\textstyle n=1}, ou seja:
{\displaystyle f_{1}={\frac {v}{2L}}}.
Essa é a frequência ou modo fundamental do primeiro harmônico, {\textstyle n=1}. Ela ocorre quando a onda estacionária formada tem apenas um antinó entre suas extremidades fixas. As seguintes frequências, {\textstyle f_{2},f_{3},f_{4},...} formadas são múltiplos inteiros de {\displaystyle f_{1}}, pois:
{\displaystyle f_{n}=n\left({\cfrac {v}{2L}}\right)=n\cdot f_{1},\qquad n=1,2,3,4,5,...}
Se estivermos tratando de uma corda, podemos relacionar os resultados acima com a equação {\textstyle v={\sqrt {\frac {\tau }{\mu }}}}, que expressa a velocidade de uma onda que propaga-se numa corda. Assim, apenas para cordas, obtemos:
{\textstyle f={\cfrac {n\cdot {\sqrt {\tfrac {\tau }{\mu }}}}{2L}}={\cfrac {n}{2L}}\cdot {\sqrt {\cfrac {\tau }{\mu }}},\qquad n=1,2,3,4,5,...} (frequências de ressonância, ondas estacionárias em cordas, duas extremidades fixas)
Em linguagem matemática, pode-se denotar a equação desse caso numa equação mais geral como:
{\textstyle f=f_{n}={\cfrac {nv}{2L}},\qquad n=k,\quad k\in \mathbb {N} ^{*}} (frequências de ressonância, duas extremidades fixas)

### Duas extremidades livres
Nesse caso, vamos supor que a onda tratada é uma onda sonora que propaga-se no interior de um tubo de comprimento {\textstyle L}. Mesmo que a onda seja longitudinal, o comprimento de onda {\textstyle \lambda } também é a distância entre duas cristas ou vales consecutivos. A análise, portanto, é semelhante.

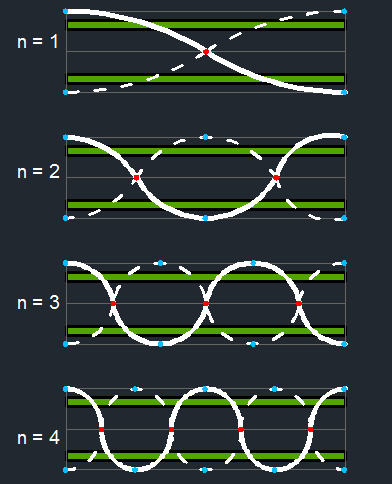
Comportamento de ondas estacionárias com duas extremidades livres (abertas). Em vermelho, os nós; em azul, os antinós. A figura apresenta os quatro primeiro harmônicos. Observe que:

Assim como em uma corda, as ondas sonoras do interior de um tubo possuem nós e antinós, e sofrem reflexões nas extremidades. As extremidades abertas do tubo são como extremidades livres de uma corda presa a um anel que movimenta-se livremente. Uma onda na corda, ao propagar-se até uma extremidade livre, tem deslocamento máximo na extremidade em questão. Portanto, na extremidade livre, a onda apresentará um antinó ao refletir-se: o mesmo ocorre em tubos sonoros com uma extremidade aberta.
Para o caso de duas extremidades livres (e, portanto, um antinó em cada extremidade), a situação mais simples possível é a de um antinó em uma extremidade na parte superior e um segundo antinó na outra extremidade na parte inferior. Nesse caso, tem-se apenas um nó, no centro do tubo, e é verificável que {\textstyle L={\frac {\lambda }{2}}\quad \Rightarrow \quad \lambda =2L}. Se o número de nós da onda estacionária for aumentando, teremos as situações seguintes em que {\textstyle \lambda =L={\frac {2L}{2}}}, seguida por {\textstyle \lambda ={\frac {2L}{3}}}, e assim por diante. O processo continua indefinidamente, e obtém-se, da mesma forma que para duas extremidades fixas:
{\displaystyle \lambda ={\frac {2L}{n}},\qquad n=1,2,3,4,5,...}
Aplicando a equação {\textstyle v=\lambda f} acima, tem-se que, para tubos sonoros com duas extremidades abertas,
{\textstyle f={\cfrac {nv}{2L}}=n\left({\cfrac {v}{2L}}\right)=f_{n},\qquad n=1,2,3,4,5,...} (frequências de ressonância, duas extremidades livres)

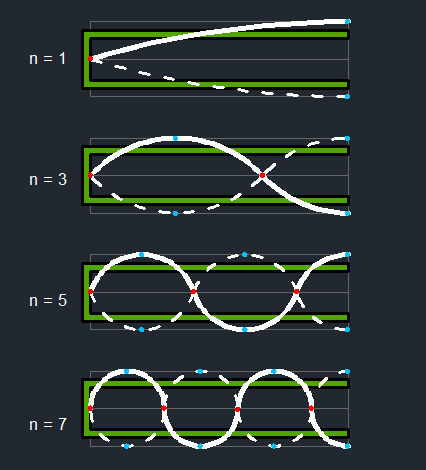
Comportamento de ondas estacionárias com uma extremidade fixa e uma livre (aberta). Em vermelho, os nós; em azul, os antinós. A figura apresenta os quatro primeiro harmônicos. Observe que:

Todas as frequências {\textstyle f_{n}} da série harmônica são múltiplos inteiros da frequência fundamental, dada por
{\displaystyle f_{1}={\frac {v}{2L}}\qquad \Rightarrow \qquad f_{n}=n\left({\frac {v}{2L}}\right)=n\cdot f_{1},\qquad n=1,2,3,4,5,...}
Tem-se que a velocidade do som é dada pela equação {\textstyle v={\sqrt {\frac {B}{\rho }}}}, então é possível obter a relação, apenas para tubos sonoros de duas extremidades abertas:
{\textstyle f={\cfrac {n}{2L}}\cdot {\sqrt {\cfrac {B}{\rho }}},\qquad n=1,2,3,4,5,...} (frequências de ressonância, ondas sonoras, tubos de duas extremidades livres)
Numa equação mais geral, para esse caso, teremos:
{\textstyle f=f_{n}={\cfrac {nv}{2L}},\qquad n=k,\quad k\in \mathbb {N} ^{*}} (frequências de ressonância, duas extremidades livres)

### Uma extremidade livre e uma extremidade fixa
Pelo que exposto no caso anterior, nesse caso, como uma das extremidades está fixa, nela, a onda estacionária apresenta, necessariamente, um nó. Na extremidade livre ou aberta, ela deve apresentar, necessariamente, um antinó.
A configuração mais simples, para esse terceiro caso, é a que, partindo-se do nó da onda, na extremidade fixa, o próximo antinó seja justamente o da extremidade livre. Nesse caso, verifica-se que {\textstyle \lambda =4L}. As configurações seguintes, sempre respeitando o nó de uma extremidade e o antinó de outra, teremos {\textstyle \lambda ={\frac {4L}{3}}}, seguido de {\textstyle \lambda ={\frac {4L}{5}}}, {\textstyle \lambda ={\frac {4L}{7}}}, {\textstyle \lambda ={\frac {4L}{9}}}, e assim por diante indefinidamente. Observa-se que o comprimento de onda, nesse caso, é dado por:
{\displaystyle \lambda ={\frac {4L}{n}}\qquad n=1,3,5,7,9,...}
A frequência de ressonância, portanto, será dada por:
{\textstyle f={\cfrac {nv}{4L}}=n\left({\cfrac {v}{4L}}\right)=f_{n},\qquad n=1,3,5,7,9,...} (frequências de ressonância, uma extremidade fixa apenas)
Se quisermos expressar a relação entre uma frequência de ressonância qualquer {\textstyle f_{n}} e a frequência fundamental {\textstyle f_{1}} que, nesse caso, é dada por {\textstyle f_{1}={\cfrac {v}{4L}}}, teremos:
{\displaystyle f_{n}=n\left({\cfrac {v}{4L}}\right)=n\cdot f_{1},\qquad n=1,3,5,7,9,...}
Da mesma forma, se estivermos tratando de tubos sonoros com uma extremidade fixa, apenas, é possível ter a relação:
{\textstyle f={\cfrac {n}{4L}}\cdot {\sqrt {\cfrac {B}{\rho }}},\qquad n=1,3,5,7,9,...} (frequências de ressonância, ondas sonoras, tubos de uma extremidade fixa apenas)
Para esses casos, temos que a equação pode ser expressa por:
{\textstyle f={\cfrac {nv}{4L}},\qquad n=1+2k,\quad k\in \mathbb {N} } (frequências de ressonância, uma extremidade fixa apenas)

### Síntese das equações de harmônicos
{\textstyle f=f_{n}={\cfrac {nv}{2L}},\qquad n=k,\quad k\in \mathbb {N} ^{*}\qquad \rightarrow \qquad } Frequências de ressonância para duas extremidades fixas ou duas extremidades livres.
{\textstyle f=f_{n}={\cfrac {nv}{4L}},\qquad n=1+2k,\quad k\in \mathbb {N} \qquad \rightarrow } Frequências de ressonância para uma extremidade fixa.
{\textstyle f_{n}=n\cdot f_{1}\qquad \rightarrow } Relação entre uma frequência de ressonância qualquer {\textstyle f_{n}} e a frequência fundamental {\displaystyle f_{1}}, dada quando {\textstyle n=1} em qualquer caso. O número harmônico {\textstyle n} segue sempre as restrições aplicadas na equação das frequências de ressonância dadas acima.

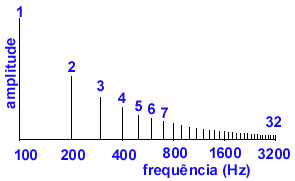
Configuração típica de um som com uma frequência fundamental de 100 Hz.

## Harmônicos na música
Uma das áreas de estudo da teoria da música é a Harmonia, que estuda as relações intervalares e as proporções dos acordes, suas sucessões e as notas que os compõe. A física por trás dos harmônicos é apenas adaptada a termos musicais na área da Harmonia. O conjunto de frequências, {\textstyle f_{1},f_{2},f_{3},f_{4},...}, está relacionado a determinados sons na escala, e é chamado de série harmônica. A importância desse assunto à música é que, a partir dessa série, é possível obter uma relação de intervalos e sons gerados a partir do som gerador, que é, justamente, a base para o estudo dos acordes, do contratempo e, consequentemente, da harmonia.
Por definição, som gerador é o som da frequência fundamental. Fisicamente, é o som da frequência {\textstyle f_{1}}, e os próximos sons da série harmônica serão múltiplos inteiros dessa frequência. A esses próximos sons dá-se o nome de sons harmônicos, sobretons ou sons concomitantes.
Não existe uma única série harmônica na música. É possível gerar uma série a partir de qualquer nota musical. Geralmente são escolhidas as notas mais graves, de frequência menor, o que faz sentido, pois, ao escolher uma nota de frequência baixa como som gerador, teremos uma grande gama de sons gerados a partir dele, com frequências mais altas (múltiplos inteiros do primeiro som). Caso a frequência fosse muito alta (som gerador muito agudo), os sons gerados por ela seriam de frequências ainda mais altas e, possivelmente, já inaudíveis ao ouvido humano.

### Exemplificação
Utilizando um piano, instrumento de grande extensão, como exemplo, temos que o som é gerado por cordas vibrantes. Logo, as frequências são dadas por:
{\displaystyle f={\frac {nv}{2L}}={\frac {n}{2L}}\cdot {\sqrt {\frac {\tau }{\mu }}}}
Percebe-se que, para um instrumento de cordas, a frequência do som depende não apenas do tamanho da corda, mas também da tensão aplicada a ela e de sua massa específica linear. Em um piano, por exemplo, as cordas têm diferentes comprimentos, diferentes tensões aplicadas nas extremidades e diferentes espessuras, o que, consequentemente, fornece diferentes sons para cada corda ou conjunto de cordas vibrantes. Entretanto, isso não influencia as notas musicais da série harmônica formada, como exposto a seguir.

Se escolhermos o som gerador como o Lá-1 (utilizando a numeração internacional de oitavas), a oitava teclada branca de um piano moderno de 88 teclas, teremos uma frequência de 55 Hz. Para essa série harmônica, o Lá-1, de 55 Hz, é o som gerador, de {\textstyle n=1}. Temos que:
{\displaystyle f_{1}=55Hz}

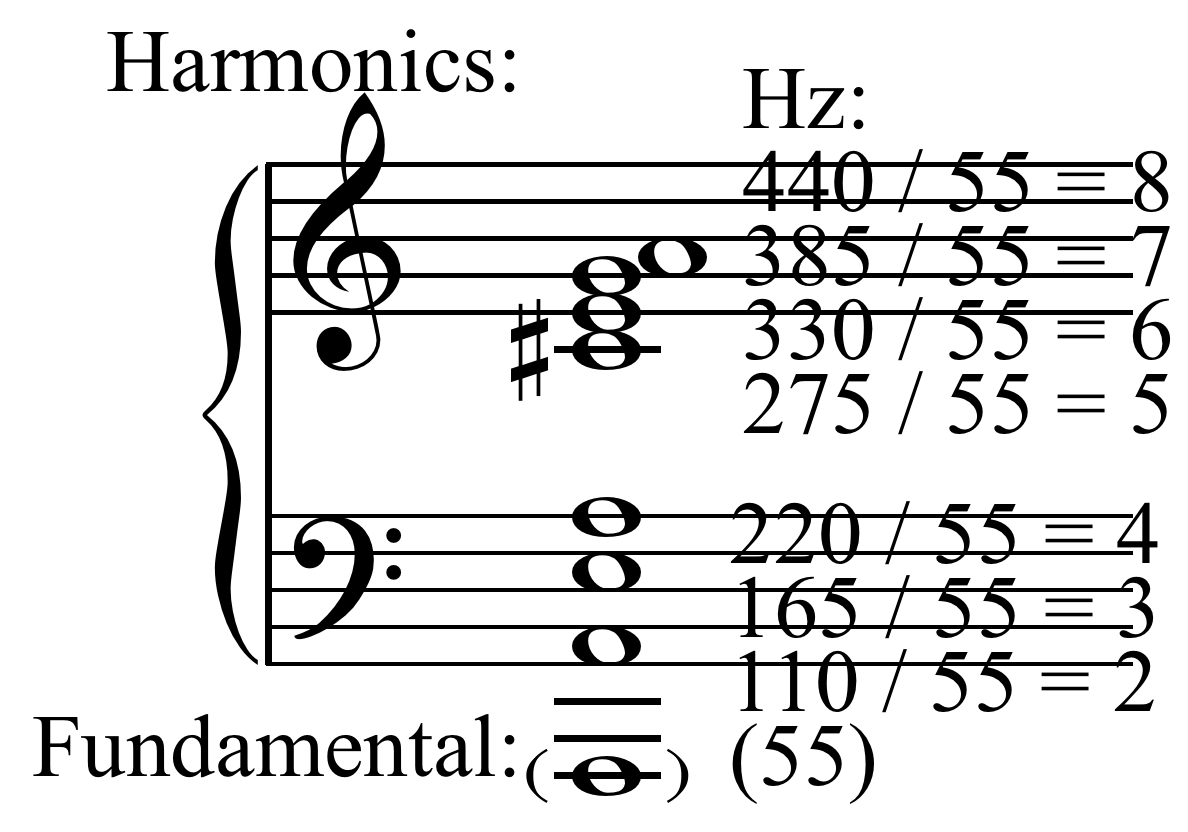
Visualização na pauta das primeiras notas da série harmônica iniciada em, do Lá_{-}_{1}. Os números dos harmônicos são obtidos dividindo as frequências da série pela frequência do som gerador (nesse caso, 55 Hz). Isso equivale a dizer que

Esse é o som gerador da série em questão. Como
{\displaystyle f_{n}=n\cdot f_{1}},
teremos que os próximos elementos da série harmônica iniciada no Lá-1, independentemente se estivermos tratando de cordas vibrantes ou tubos sonoros, serão dados por:
{\displaystyle f_{2}=2\cdot f_{1}=110Hz}
{\displaystyle f_{3}=3\cdot f_{1}=165Hz}
{\displaystyle f_{4}=4\cdot f_{1}=220Hz}
{\displaystyle f_{5}=5\cdot f_{1}=275Hz}
{\displaystyle \vdots }
{\displaystyle f_{76}=76\cdot f_{1}=4180Hz}
A série acima foi até {\textstyle n=76} por convenção de que 4180 Hz é a frequência, aproximada, do Dó7, a última tecla do piano. Abaixo, será demonstrado que, a partir de certo ponto, os intervalos entre os sons gerados começarão a ser sempre muito pequenos e que, se {\textstyle n} for muito grande, a distância entre as notas musicais na série será maior.
Analisando as frequências obtidas, para cada uma delas existe um som correspondente e, para eles, uma nota musical. Ao conjunto de todas essas notas (ou sons) damos o nome de série harmônica. Nesse caso, a série está representada na tabela abaixo.
| Harmônico ({\textstyle n}) | Frequência ({\textstyle f_{n}}) | Nota musical                    | Intervalo | Amostra de áudio |
| -------------------------- | ------------------------------- | ------------------------------- | --------- | ---------------- |
| 1 (fundamental)            | 55 Hz                           | Lá-1                            | 1ª justa  |                  |
| 2                          | 110 Hz                          | Lá1                             | 8ª justa  |                  |
| 3                          | 165 Hz                          | Mi2                             | 5ª justa  |                  |
| 4                          | 220 Hz                          | Lá2                             | 4ª justa  |                  |
| 5                          | 275 Hz                          | Dó#3                            | 3ª maior  |                  |
| 6                          | 330 Hz                          | Mi3                             | 3ª menor  |                  |
| 7                          | 385 Hz                          | Sol3                            | 3ª menor  |                  |
| 8                          | 440 Hz                          | Lá3                             | 2ª maior  |                  |
|                            |                                 |                                 |           |                  |
| 19                         | 1045 Hz                         | Dó5                             | 2ª menor  |                  |
| 20                         | 1100 Hz                         | Ré{\displaystyle _{5}^{\flat }} | 2ª menor  |                  |
| 21                         | 1155 Hz                         | Ré5                             | 2ª menor  |                  |
| 22                         | 1210 Hz                         | -                               | -         |                  |
| 23                         | 1265 Hz                         | Mi{\displaystyle _{5}^{\flat }} | -         |                  |
| 24                         | 1320 Hz                         | Mi5                             | 2ª menor  |                  |
|                            |                                 |                                 |           |                  |
| 71                         | 3905 Hz                         | -                               | -         |                  |
| 72                         | 3960 Hz                         | Si6                             | -         |                  |
| 73                         | 4015 Hz                         | -                               | -         |                  |
| 74                         | 4070 Hz                         | -                               | -         |                  |
| 75                         | 4125 Hz                         | -                               | -         |                  |
| 76                         | 4180 Hz                         | Dó7                             | -         |                  |

Na tabela acima, os intervalos são dados entre a nota musical do harmônico anterior. Observa-se que, quando {\textstyle n} é muito grande, a tendência é não existirem notas musicais para determinadas frequências. Por volta de {\textstyle n=22}, isso já começa a ser aparente. Isso ocorre pois as notas musicais, com exceção do Lá, não apresentam frequências inteiras, mas sim decimais; na tabela, estão aproximadas por valores cuja diferença é imperceptível ao ouvido humano. Entretanto, ao passo em que {\textstyle n} vai crescendo, o erro aumenta após se acumular por tantos ciclos e, consequentemente, as notas musicais passam a ser aproximadamente encontradas em frequências cada vez mais esparsas.
Os intervalos, seguindo a tendência acima, também passarão a ficar cada vez menores. No início da série, é visto que os intervalos são inteiros e bem definidos. Na medida em que {\textstyle n} aumenta, a série chega a um ponto em que o intervalo entre duas frequências consecutivas é muito menor que uma 2ª menor. Esse contexto está relacionado às comas pitagóricas e aos cents, intervalos muito pequenos de som. Um tom é um intervalo de som correspondente a nove comas, enquanto um semitom é relativo a 100 cents.
A frequência de 440 Hz, correspondente ao Lá3 da escala geral, é a frequência utilizada por músicos para afinação dos instrumentos. Apesar de diferentes instrumentos terem diferentes timbres, a frequência de determinada nota é igual para todos. O que diferencia o som gerado de um instrumento para outro é o comportamento específico da onda estacionária por ele produzida.

### Aplicação na análise intervalar da formação de acordes
Pelo motivo exposto acima, é conveniente, para trabalhar com a relação dos intervalos e das notas musicais, analisar apenas os primeiros harmônicos. Analisando até o 9º harmônico, é possível ter as notas de formação de alguns dos acordes consonantes e dissonantes.

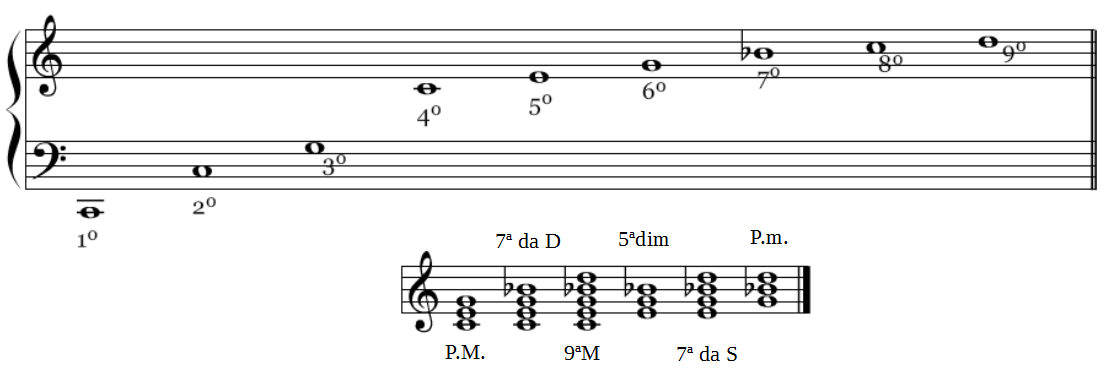
Formação de acordes a partir da série harmônica do Dó_{1}. Outros acordes podem ser formados com os próximos elementos da série. Os acordes formados por essa parte da série foram, respectivamente, da esquerda para a direita:
C, C^{7}, C^{9}, E_{dim}, E^{Ø}, G_{m}.

Na imagem ao lado, ao analisar as notas da série harmônica do Dó1, chegamos às seguintes conclusões:
- A união do 4º, 5º e 6º harmônico forma o acorde perfeito maior, ou tríade maior; consonante.
- A união do 6º, 7º e 9º harmônico forma o acorde perfeito menor, ou tríade menor; consonante.
- A união do 5º, 6º e 7º harmônico forma a tríade diminuta; dissonante.
- A união do 4º, 5º, 6º e 7º harmônico forma a tétrade do acorde de sétima da dominante; dissonante.
- A união do 5º, 6º, 7º e 9º harmônico forma a tétrade meio-diminuta, ou acorde de sétima da sensível; dissonante.
- A união do 4º, 5º, 6º, 7º e 9º harmônico forma o acorde de nona maior com sétima menor; dissonante.

A partir disso, é possível analisar os próximos elementos da série e ter a formação de qualquer acorde e sua relação intervalar. Com isso, nasce o estudo da Harmonia, dos intervalos e da formação dos acordes, que é bastante ampla e complexa dentro da teoria musical moderna.